# Почигаево
Почигаево  — деревня в Ржевском районе Тверской области. Входит в состав сельского поселения «Хорошево».

## География
Находится в южной части Тверской области на расстоянии приблизительно 11 км по прямой на северо-запад от вокзала станции Ржев-Балтийский.

## История
Деревня была отмечена еще на карте 1825 года. В 1859 году здесь (деревня Ржевского уезда Тверской губернии) было учтено 10 дворов, в 1939—21.

## Население
Численность населения: 85 человек (1859 год), 12 (русские 84 %) в 2002 году, 6 в 2010.